# Marly Sopyev
Marly Sopyev (né le 4 février 1973) est un athlète turkmène, spécialiste des courses de fond.

## Biographie
Il remporte la médaille d'or du 10 000 m et la médaille d'argent du 5 000 m lors des championnats d'Asie 1995, à Djakarta. 

### Palmarès
| Date | Compétition         | Lieu     | Résultat | Épreuve  | Performance   |
| ---- | ------------------- | -------- | -------- | -------- | ------------- |
| 1995 | Championnats d'Asie | Djakarta | 2e       | 5 000 m  | 14 min 2 s 07 |
| 1995 | Championnats d'Asie | Djakarta | 1er      | 10 000 m | 30 min 4 s 87 |

### Records
| Épreuve | Performance    | Lieu              | Date           |
| ------- | -------------- | ----------------- | -------------- |
| 5 000 m | 13 min 55 s 45 | Saint-Pétersbourg | 6 juillet 1995 |